# جورج كلايس
جورج كلايس هو دراج بلجيكي، ولد في 7 يناير 1920 في Boutersem ‏ في بلجيكا، وتوفي في 14 مارس 1994 في لوفان في بلجيكا.

## وصلات خارجية
- جورج كلايس على موقع أرشيف الدراجات (الإنجليزية)
- جورج كلايس على موقع إحصائيات الدراجات الإحترافية (الإنجليزية)
- جورج كلايس على موقع CycleBase (الإنجليزية)